# كينيث هوارد (لاعب كريكت)
كينيث هوارد (2 يونيو 1941 - ) (بالإنجليزية: Kenneth Howard)‏ هو لاعب كريكت بريطاني.